# Passionaria Stoicescu
Passionaria Stoicescu (n. 30 aprilie 1946, București, România) este o poetă, prozatoare, scriitoare de literatură pentru copii, traducătoare, membră a Uniunii Scriitorilor din România (1976), Secția Poezie. Are 81 de cărți personale apărute, din care 27 de poezie, 11 de proză, 43 de literatură pentru copii, 1 antologie la împlinirea a 75 de ani (poezie, proză, literatură pentru copii, epigrame) și peste 40 volume de poezie, proză, dramaturgie, traduceri (în colaborare) din limbile rusă, polonă, chineză (selectiv - Bella Ahmadulina, Bulat Okudjava, Vladimir Vîsoțki, Adam Mickiewicz, Wislawa Szymborska, Jan Kochanowski, Stanislaw Wyspianski, Czeslaw Milosz, Boleslaw Lesmian, Zhang Ye). Autodidact, grafică, pictură, autor contemporan de caligrame (vezi copertă „Interogativul consecvent”, Cartea Românească, București, 1995, „Doamna Bonsai”, Călăuza v.b., Deva, 2013, Czeslaw Milosz, „Podul de catifea”, ART, București, 2012).
De trei ori premiată a Uniunii Scriitorilor din România (1996, 2013, 2022), a Asociației Scriitorilor din București (2011), de patru ori a Concursului „Trofeul Micului Cititor” (1985, 1996, 2003, 2013), a Festivalului Internațional „Poezia la Iași” (2016), premiată de două ori a unor concursuri de epigrame, Buzău, 2017 și Câmpulung Muscel, 2018, Cetățean de Onoare al municipiilor Buzău și Râmnicu Sărat. A reprezentat România cu stand personal (25 de cărți) la Târgul Internațional de Carte pentru Copii și Tineret de la Bologna, Italia (2011); prezentă în manualele școlare, clasele I-V, cu poezie, proză și caligrame. A fost  tradusă în limbile rusă, belarusă, polonă, greacă, albaneză, spaniolă, engleză. Premiul Uniunii Scriitorilor din România - filiala București „OPERA OMNIA” în anul 2020.

## Biografie
Este fiica economistului Ștefan Stoicescu și a învățătoarei Virginia (Constantinescu). Absolventă a Școlii pedagogice Buzău (1961-1965), licențiată a Facultății de Filologie a Universității din București (1965-1970). A fost căsătorită cu prof. univ. dr. Andrei Ivanov (filolog).
În îndelungata sa carieră a profesat ca: învățător (1964-1965), profesor de limba română (1965-1966), instructor metodist la Casa de Cultură din Râmnicu Sărat (1966-1967), corector, apoi redactor la Editura Litera (1970-1984), lector de carte la Editura Ion Creangă (1984-1987), la Centrala Editorială (1987-1989) și la Editura Minerva (BPT) (1989-1992), expert guvernamental în Guvernul României, Departamentul Informații (1992-1993), ziarist, redactor de rubrică la Mesagerul Economic, ziarul Camerei de Comerț și Industrie a României (1993-2003).

## Educația și familia

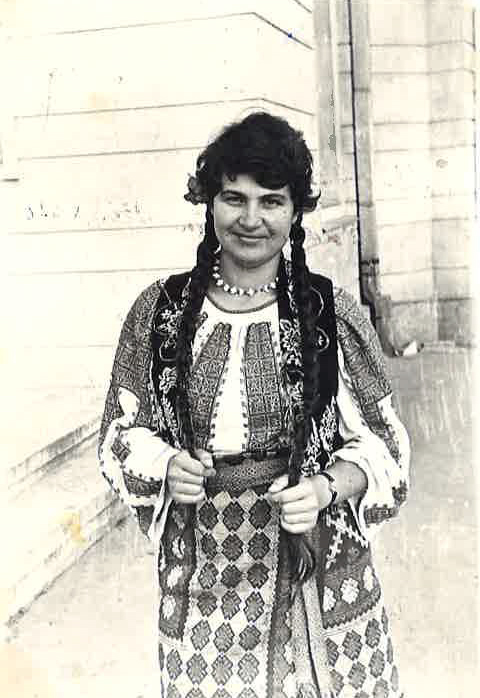
Instructor metodist la Casa de cultură din Râmnicu Sărat (1967)

La vârsta de 6 ani, părinții poetei s-au despărțit, după o conviețuire la București și la Buzău. Tatăl a rămas la Buzău, unde s-a recăsătorit și a și murit, iar mama a plecat la Râmnicu Sărat, cu autoarea și fratele său, la o colegă învățătoare, Ana Altinovici. În spațiul locativ și sufletesc al acestei minunate femei, în incinta a două domicilii de pe str. Dobrogeanu Gherea din Râmnicu Sărat, a locuit din 1952 până în 1965, când mama poetei s-a reîntors la București, iar Passionaria Stoicescu, devenind învățătoare, a rămas împreună cu „ a doua mamă” a sa, Ana Altinovici, cu care s-a mutat, până la căsătorie, în 1967, în str. Piața Halelor din Râmnicu Sărat. Cu aceste antecedente de mediu, între cărți și dăscălițe, cu „tanti Ana” de mână din clasa I-a până într-a VIII-a, la Scoala  Nr.2 și Liceul ”Ștefan cel Mare” din Râmnicu Sărat , educația poetei s-a desăvârșit alegând calea studiului. A părăsit Liceul de cultură generală din Râmnic după un an și a intrat la Școala Pedagogică, Buzău în 1960, în anul II de studii, după 6 examene de diferență, respectând profilul de atunci (aritmetică, psihologia copilului, anatomie, caligrafie, vioară, muzică). În 1965 am absolvit Școala Pedagogică,  primind repartiție guvernamentală pentru învățământul curs de zi, într-o vreme când absolvenții de Școală Pedagogică Experimentală (6 ani de studiu după 7 clase) erau obligați să intre în producție. În loc să fi dat examen de admitere la filologie, unde excelase la olimpiadele de limba română, concursuri de creație, a dat admitere la Teatru, unde a căzut din cauza probei de mimă. Nu va uita niciodată satisfacția mamei sale, în fața acestei înfrângeri:„Nu te  necăji că n-ai intrat! Neam de neamul nostru au fost învățători, nu actori!” Astfel, Passionaria Stoicescu s-a întors la catedră, în învățământ, dar fără să piardă vreun an universitar, fiindcă în același an a dat examen la F.F. Filologie, București , unde a intrat fără probleme.  În 1966, era profesor suplinitor la catedra de Limba română a  Școlii Generale din Tâmboești , Slimnic,  comună aparținătoare pe acea vreme de Râmnicu Sărat. În 1967, grație calităților sale artistice, recunoscute la nivel local (regie de spectacol, text și prezentare a spectacolului folcloric „Pe-un picior de plai...”), a fost încadrată ca instructor metodist la Casa de Cultură din Râmnicu Sărat, părăsind învățământul  și chiar și orașul, prin căsătoria cu prof. univ. dr. Andrei Ivanov ( fostul său asistent de limba rusă, din facultate). În 38 de ani de căsnicie, au tradus împreună din poezia și literatura rusă. Passionaria Stoicescu i-a fost alături în activitățile legate de Comunitatea Rușilor Lipoveni din România, în calitatea lui de președinte și redactor șef al  ziarului acesteia. Au un singur fiu, Alin Ivanov, actualmente diplomat, absolvent al Liceului Militar de Marină, Constanța, al Institutului de Relații Internaționale, Moscova, cu specialitatea jurnalism internațional, limbile japoneză și engleză și absolvent al Facultății de Filologie București, limbile rusă-română. Împreună cu fiul, a tradus cărți din literatura rusă, dar și din poezia  chineză (prin limba engleză).

## Opera completă
Opera originală cuprinde 81 de titluri dintre care: 26 de poezie, 11 de proză, 44 de literatură pentru copii)
- Poezie

1. Zăpezile de jertfă, Editura Litera, București, 1974
2. Fără de pierdere ca o iubire, Editura Albatros, București, 1976
3. Reverberata, Editura Albatros, București, 1978
4. Cușca de aer, Editura Eminescu, București, 1980
5. Rouă și scrum, Editura Albatros, București, 1982
6. Profesorul de iluzie, Editura Eminescu, București,
7. Interogativul consecvent, poeme și caligrame, Editura Cartea Românească, București, 1995.
8. Autoportret cu cap înfrunzit, Editura Albatros, București, 1999
9. Apa sâmbetei, Editura Prut Internațional, Chișinău, 2007
10. Celălalt soare, Editura Litera Internațional, București 2010
11. Șarpele cu aripi, volum bilingv romano-albanez, în traducerea lui Baki Ymeri, Editura Rawex Coms, București, 2010
12. Arca lui Noe, volum bilingv româno-spaniol in traducerea lui Alexandru Calciu, Editura Rawex Coms, București, 2011
13. Arca lui Noe, volum bilingv româno-spaniol in traducerea lui Alexandru Calciu, editie revizuita, Editura Excelsior Art, Timisoara, 2012
14. Fluturii mutanți, Opera Omnia, Poezie contemporană, Editura Tipo Moldova, Iași, 2012
15. Doamna Bonsai, volum bilingv romano-englez, în traducerea Mariei Muguras Petrescu, Editura Călăuza v.b.,Deva, 2013
16. Regele Praf, Editura Eikon, Cluj, 2014
17. Altceva decât semne, Editura eLiteratura, București, 2015
18. Decoltate, Editura  Detectiv Literar, București, 2015
19. Something else than signs, Editura eLiteratura, București, 2016, (în traducerea Mariei Muguraș Petrescu și a lui David Paul Vnuck)
20. Pe ulița…mijlocie!,  Editura eLiteratura, București, 2018
21. Plusființa, Editura eLiteratura, București,2019
22. Declarații pe propria răspundere,Editura eLiteratura, București, 2020
23. O sută și una de poezii, Editura Academiei Române, București, 2020
24. Adevăr vouă vă spun, audio book, Editura eLiteratura și CopyRo, București, 2023
25. Pe ulița …mijlocie!+ audiobook (ediție revizuită și adăugită), Editura eLiteratura, București, 2024
26. Dragul meu Nimeni (Poemele iubirii), Editura eLiteratura, București, 2024

- Proză

1. Lecția de logică, Editura Cartea Românească, București, 1988
2. Soare cu dinți, Editura Albatros, București, 1989
3. Limba română avea ochi albaștri, Scoala Pedagogică, Buzău, 1995
4. Circul, Editura Alternative, București, 1999
5. Limba română avea ochi albaștri, ediție adăugită și revizuită, Editura Editgraph, Buzău, 2005
6. Solitaire, Editura Omega, Buzău, 2010
7. Domnul Freud și poșeta, Opera Omnia, Proză scurtă contemporană, EdituraTipo Moldova, Iași, 2013
8. Puzzle,  Editura eLiteratura, București, 2014
9. Cartea din cărți, Editura Carminis, Pitești, 2017
10. „De-a cerul, de-a pământul, de-a viața” (poezie, proză, literatură pentru copii, epigrame, referințe critice), Editura C.R.L. R., București, 2021
11. Acasă nu-i acasă, Editura Inc-Story,Pucioasa, 2024

- Literatură pentru copii

1. Lume mică, lume mare, Editura Ion Creangă, București, 1971
2. Cartea jocurilor, Editura Ion Creangă, București, 1976
3. Cartea pădurii, Editura Ion Creangă, București, 1985
4. Pană de gaiță, Editura Ion Creangă, București, 1986
5. De-a poveștile, Editura Facla, Timișoara, 1989
6. Calendarul fermecat, Editura Ion Creangă, București, 1991
7. Cele mai năstrușnice pățanii, Editura Universul Familiei, București, 1991
8. Vrăjitoarea Pană de gaiță, disc Electrecord cu 5 povești, București, 1992
9. Povestea Bufniciorului, Editura Olimp, București, 1994
10. Povestea Iepurașului, Editura Olimp, București, 1994
11. Poveștile primăverii, Editura Niculescu, București, 1995
12. Dicționar de antonime…, Editura Steaua Procion, București, 1996
13. Voinicii pământului, Editura Val Integral, București, 1995
14. Dicționar de paronime…, Editura Steaua Procion, București, 1996
15. Dicționar de antonomaze…, Editura Steaua Procion, București, 1997
16. Povestea Sfântului Valentin, Editura Art Design, București, 1997
17. Poveste de Paște, Editura Art Design, București, 1997
18. Lunile, minunile…, Editura Forum, București, 1998
19. Trei povești până mai crești, Editura Excelsior, Timișoara, 1999
20. Ada-ca-Zăpada și cei trei curăței, Editura Schwartzkopf&Henkel, Bucuresti, 2000
21. Hai la serbare!, Editura Coresi, București, 2001
22. Una e Miruna!, Editura Paideia, București, 2002
23. Chiriași poznași, Editura Emia, Deva, 2002
24. Noapte bună, sâmbure de prună!, Editura Bizantină, București, 2005
25. Întâmplări dintr-o poiană, Editura Erc Press, București, 2006 (sub pseudonimul Petra Burlacu)
26. Poveste cu Moș Crăciun, Editura Erc Press, București, 2006
27. Trei dolofănei, Editura Erc Press, București, 2007
28. Printre ierburi și gângănii, Editura Prut Internațional, Chișinău, 2007
29. Acasă la povești, Editura Omega, Buzău, 2007
30. Sun și…vine Moș Crăciun! Editura Erc Press, București, 2007
31. Povestea mărțișorului, Editura Tehnoart, Petroșani, 2009
32. Povestea Anului, Editura Tehnoart, Petroșani, 2009
33. Întâmplări dintr-o ogradă și cu pace și cu sfadă, Editura Tehnoart, Petroșani, 2010
34. Jocuri – poezii despre ce poți fi, Editura Tehnoart, Petroșani, 2010
35. Șoricelul mofturos, Teatru pentru copii, Editura Prut Internațional, Chișinău, 2010
36. Pădure, dragă pădure!, Editura Ceres, București, 2012
37. Călimara fermecată, Editura Palatul Copiilor, Buzău, 2012
38. Mic dicționar de antonime, Editura Prut Internațional, Chișinău, 2012
39. Povestioare cu ploaie și soare, Editura Carminis, Pitești, 2013
40. Cartea înaripată, Editura Carminis, Pitești, 2014
41. Când paronimele preferă rimele, Editura Carminis, Pitești, 2015
42. Mic dicționar deosebit: ”Cine a fost, ce-a devenit!”, Editura Junimea, Iași, 2016
43. O băbuță și un moș,  Editura Carminis, Pitești, 2019
44. Mămici, tătici și puii lor cei mici,  Editura Carminis, Pitești, 2022

- Cărți dedicate autoarei

1. Passionaria Stoicescu în colecții … Biblioteca judeteana „V.Voiculescu”, Buzău, 2011
2. Titi Damian, „Dialogul vârstelor în poezia, proza, teatrul, dicționarele în versuri și traducerile din literatura pentru copii ale scriitoarei Passionaria Stoicescu”, Edit. Editgraph, Buzău, 2014

- Traduceri

În volum, poezie, proză, dramaturgie (în colaborare) din limbile rusă, polonă, engleză (Povești populare rusești,  Povestea lui Finist Șoimanul, Glasurile pământului, Preafrumoasa Vassilisa, Bella Ahmadulina, Bulat Okudjava, Vladimir Vîsoțki, Adam Mickiewicz, Wislawa Szymborska (3) J. Kochanowski (2), Stanislaw Wyspianski, Kazimiera Illakowiczowna (2),Yuliusz Slowacki, Czeslaw Miloszi, Boleslaw Lesmian, Ian Twardowski, Zhang Ye) și în periodice și din limbile belarusă, bulgară, cehă, georgiană, turcă.

## Premii literare și culturale (selectiv)
- Premiul I și titlul de laureat al Festivalului «Cântarea României» (1986), București;
- Premiul Uniunii Scriitorilor din România pentru literatură pentru copii (1996), București;
- Trofeul Micului Cititor (Deva, 1985; București, 1996;  București, 2003; Deva, 2013);
- Premiul Asociației UNESCO «Iulia Hasdeu» (2002);
- Diploma de „Cetățean de Onoare al Municipiului Buzău”, pentru contribuția deosebită adusă în domeniul culturii (2005);
- Premiul Asociației Scriitorilor București pe anul 2007, pentru traducere din literaturi străine, București, 2008;
- Diplomă de excelență la aniversarea a 65 de ani de viață, pentru OPERA OMNIA și promovarea valorilor spirituale din județul Buzău, Uniunea Scriitorilor din România, Asociația Scriitorilor București (2011);
- Diplomă de merit, cu ocazia împlinirii vârstei de 65 de ani, pentru activitate deosebită în promovarea literaturii române vreme de mai multe decenii și pentru valoarea recunoscută a operei (2011);
- Diplomă de „Cetățean de Onoare al Municipiului Râmnicu Sărat”, în semn de prețuire pentru întreaga activitate culturală depusă (2011);
- Premiul Uniunii Scriitorilor din România pentru literatură pentru copii (2013), București;
- Titlul de Poetă a Iașilor, conferit de Festivalul Internațional „POEZIA LA IAȘI”, ediția a III-a, 2016;
- Premiul Uniunii Scriitorilor, Filiala de Poezie, București, OPERA Omnia, 2021[7];
- Diploma și medalia „Excelență în literatură” la Salonul Național de Literatură și artă „Rotonda Plopilor Aprinși”, Râmnicu Vâlcea, mai, 2023.

## Activitate literară internațională
A participat la manifestări internaționale reprezentând România cu stand personal (25 cărți) la Târgul Internațional de Carte pentru Copii și Tineret, de la Bologna, Italia (2011). A susținut o seară culturală la Ambasada României din Slovenia, Ljubljana, aprilie, 2023, unde a prezentat noutăți din literatura contemporană română.
A fost tradusă în limbile rusă, belarusă, polonă, greacă, albaneză, spaniolă, engleză. E prezentă în manualele școlare, clasele I-V, cu poezie, proză și caligrame.